# لی کیون-هو
لی کیون-هو (به کره‌ای: 이근호) (زادهٔ ۱۱ آوریل ۱۹۸۵ در اینچئون) بازیکن سابق فوتبال اهل کره جنوبی می‌باشد.
وی به همراه تیم فوتبال اولسان هیوندای به مقام قهرمانی در لیگ قهرمانان آسیا ۲۰۱۲ دست یافت و به عنوان بهترین بازیکن این دوره از مسابقات انتخاب شد.
او ۸۴ بازی ملی برای تیم ملی کره جنوبی انجام داده است و ۱۹ گل ملی در کارنامه دارد.

## بازیکن سال فوتبال آسیا
لی کیون-هو در سال ۲۰۱۲ به عنوان بازیکن سال فوتبال آسیا انتخاب شد. او پس از کیم جو سونگ که سه دورهٔ متوالی این عنوان را کسب کرد٬ دومین بازیکن کره‌ای است که موفق شده این عنوان را از آن خود کند.

## آمار بازی‌های ملی
| تیم ملی کره جنوبی | تیم ملی کره جنوبی | تیم ملی کره جنوبی |
| سال               | تعداد بازی        | تعداد گل          |
| ----------------- | ----------------- | ----------------- |
| ۲۰۰۷              | ۳                 | ۱                 |
| ۲۰۰۸              | ۱۱                | ۵                 |
| ۲۰۰۹              | ۱۳                | ۲                 |
| ۲۰۱۰              | ۵                 | ۰                 |
| ۲۰۱۱              | ۷                 | ۲                 |
| ۲۰۱۲              | ۸                 | ۵                 |
| ۲۰۱۳              | ۱۱                | ۳                 |
| ۲۰۱۴              | ۱۲                | ۱                 |
| ۲۰۱۵              | ۶                 | ۰                 |
| مجموع             | ۷۶                | ۱۹                |